# Come di sdegno
Come di sdegno è un EP del gruppo Marlene Kuntz pubblicato nel 1998.

## Il disco
Questo mini-album contiene alcune sperimentazioni musicali, un'anticipazione di quello che poi sarà Ho ucciso paranoia.
I sei brani vengono qui interpretati dal gruppo di Cuneo con il supporto artistico di Marco Lega, Mauro Teho Teardo e Paolo Favati che partecipano al riarrangiamento dei pezzi.

## Tracce
1. Aurora - 4:05
2. Come stavamo ieri - (Mauro Teho Teardo Remix) - 3:52
3. Donna L - (live) - 4:49
4. Questo e altro - (Paolo Favati Remix) - 4:35
5. La vampa delle impressioni - (parte I) - 29:30
6. La vampa delle impressioni - (parte II) - 1:31

## Formazione
- Cristiano Godano - voce, chitarra
- Riccardo Tesio - chitarra
- Luca Bergia - batteria, cori
- Dan Solo - basso